# Rózsafa
Rózsafa (kroatisch Biduš) ist eine ungarische Gemeinde im Kreis Szigetvár im Komitat Baranya.

## Geografische Lage
Die Gemeinde liegt sieben Kilometer südöstlich der Stadt Szigetvár und ungefähr 28 Kilometer südwestlich des Komitatssitzes Pécs. Nachbargemeinden sind Bánfa, Katádfa, Nagypeterd und Szentdénes.

## Geschichte
Der Ort wurde bereits im 14. Jahrhundert erwähnt. Zur damaligen Zeit gab es eine Kirche, die den Namen des Schutzheiligen Szent Mihály trug. Um 1570 wurde diese Kirche durch die Türken zerstört. Nach der türkischen Besatzung wurde Rózsafa zunächst durch die Familie Werbőcziek, danach durch die Familie Perczel als Grundherren geprägt. In der Mitte des 17. Jahrhunderts wurde der Ort aus bislang unbekannten Gründen in Büdősfá umbenannt. Seit 1899 trägt er wieder seinen ursprünglichen Namen Rózsafa. Bei der Volkszählung im Jahr 1910 betrug die Einwohnerzahl 612, von denen 609 Ungarn waren. 510 Bewohner gehörten der reformierten, 99 der römisch-katholischen und 3 der evangelisch-lutherischen Kirche an.

## Sehenswürdigkeiten
- Reformierte Kirche, erbaut 1794 im spätbarocken Stil
- Schloss Perczel (Perczel-kastély)
- Sebestyén „Lantos“ Tinódi-Denkmal, erschaffen von István Vanyur
- Weltkriegsdenkmal (I. világháborús emlékmű)

## Verkehr
Durch Rózsafa verläuft die Nebenstraße Nr. 58104. Es bestehen Busverbindungen nach Nagypeterd, Bánfa und Katádfa. Der nächstgelegene Bahnhof befindet sich zwei Kilometer nördlich in Nagypeterd.